# یان کرژیژنتسکی
یان کرژیژنتسکی (چکی: Jan Kříženecký؛ ‏ ۲۰ مارس ۱۸۶۸ – ۹ فوریهٔ ۱۹۲۱) کارگردان فیلم، عکاس، بازیگر، فیلم‌بردار، معمار، و کارگردان فیلم اهل جمهوری چک بود.
وی با کمک یوزف شواب-مالوسترانسکی سه فیلم کوتاه کمدی و چندین فیلم مستند ساخت.